# Campoletis rodnensis
Campoletis rodnensis là một loài tò vò trong họ Ichneumonidae.